# Textrix rubrofoliata
Textrix rubrofoliata är en spindelart som beskrevs av Carlo Pesarini 1990. Textrix rubrofoliata ingår i släktet Textrix och familjen trattspindlar. Inga underarter finns listade i Catalogue of Life.